# Mansão Hasbaya
A Mansão Hasbaya é uma construção em estilo neoclássico localizada na cidade de São Paulo e tombada pelo CONPRESP como parte do patrimônio histórico e arquitetônico do bairro da Bela Vista, na região central da cidade. 

## História e arquitetura
A Mansão Hasbaya recebe o seu nome em homenagem à cidade libanesa de Hasbaya, origem dos imigrantes libaneses que se uniram para fundar o Hasbaya Clube do Brasil.
A construção possui traços arquitetônicos característicos da Europa, com decoração em estilo neoclássico, mobílias feitas em madeira nobre do século XIX, paredes inteiramente desenhadas à mão e suntuosos vitrais.